# 岡本章 (演出家)
岡本 章（おかもと あきら、1949年8月22日 - ）は、日本の演出家、俳優。錬肉工房主宰・芸術監督。

## 来歴
奈良県田原本町出身。奈良県立奈良高等学校卒業。1968年に早稲田大学第一文学部に入学。大学在学中に学生劇団「自由舞台」、能楽サークル「観世会」に所属。また舞踏家笠井叡の「天使館」の開館に参加。1971年、自由舞台のメンバーを中心に「錬肉工房」を結成、主宰する。1972年、早稲田大学第一文学部演劇科卒業。
初期より、言葉と身体の関係を問い直し、声や身体性の可能性を探る。また、伝統演劇の能を現代に活かす活動を持続的に行い、さらに現代演劇の枠を超え、能、舞踏、現代詩、現代音楽、現代美術など、多様な芸術ジャンルとの横断的な共同作業を展開する。
創立より、錬肉工房の全作品を演出する。主な演出作品には、『須磨の女ともだちへ』(1974年)、『水の鏡』(1982年)、『水の声』(1990年)、現代能『無』(1998年)、『ハムレットマシーン』(1998年)、『月光の遠近法』(2005年)、『女中たち』(2005年)、『バッカイ』(2010年)、『オイディプス』(2013年)、現代能『始皇帝』(2014年)、『西埠頭／鵺』(2017年)、『盲人達』(2021年)、『ハムレットマシーン2023』（2023年）がある。1989年より、伝統と現代を切り結ぶ「現代能楽集」のシリーズを開始し、2025年までに16作品を上演。海外公演は、1998年イタリアサンタルカンジェロ演劇祭、2000年韓国華城国際演劇祭、2012年ルーマニアシビウ国際演劇祭、モルドバBITEI国際演劇祭に招聘され演出を行う。2016年度第38回観世寿夫記念法政大学能楽賞受賞。2006年より2018年まで、明治学院大学文学部芸術学科教授を務める。

## 主要演出作品
- 『聖・女郎花』（1971年：早稲田JAZZ SPOT「TAKE-1」）
- 『物忌姦』（1972年：六本木自由劇場）
- 『たゆたふたん』（1973年：池袋シアターグリーン）
- 『須磨の女ともだちへ』（1974年：池袋シアターグリーン）
- 『須磨の女ともだちへ・抄』（1974年：新宿アート・ビレッジ）
- 『アメリイの雨』（1974年：池袋シアターグリーン）
- 『うつせみ』（1979年：品川中村座）
- 『うつせみⅡ』（1980年：池袋シアターグリーン）
- 『水の鏡』（1982年：錬肉工房アトリエ）
- 『まぼろしのまりあんぬのこゑが…』（1984年：錬肉工房アトリエ）
- 『木蓮沼』（1987年：渋谷ジァン･ジァン）
- 『AYAKO SEKIGUCHIのための「姨捨」』（1989年：銕仙会能楽研修所）
- 現代能『水の声』（1990年：銕仙会能楽研修所、1991年：青山円形劇場、梅若能楽学院会館）
- 『井筒・AM BRUNNENRAND』（1992年: 錬肉工房アトリエ）
- 『〈春と修羅〉への序章』（1993年: 錬肉工房アトリエ）
- 現代能『紫上』（1997年：新津市美術館、1998年：国立能楽堂）
- 現代能『無』（1998年: シアターコクーン、イタリア・サンタルカンジェロ演劇祭）
- 『ハムレットマシーン』（1998年: 世田谷パブリックシアター）
- 『K-カフカと恋人たち』（2000年: 韓国・華城国際演劇祭）
- 『カフカ』（2001年: シアタートラム）
- 現代能『ベルナルダ・アルバの家』（2002年: テアトルフォンテ、横浜能楽堂）
- 『ゴドーを待ちながら』（2002年: プロト・シアター）
- 『月光の遠近法』（2005年: 麻布die pratze）
- 『風の対位法』（2006年: 麻布die pratze）
- 『バッカイ』（2010年: 赤坂RED/THEATER）
- 現代能『春と修羅』（2012年: 赤坂RED/THEATER、2018年:d-倉庫）
- 『女中たち』（2012年: シビウ国際演劇祭、モルドバBITEI国際演劇祭、2013年: 座・高円寺2）
- 『オイディプス』（2013年: ストアハウス、2015年: 座・高円寺2）
- 現代能『始皇帝』（2014年: 国立能楽堂）
- 『西埠頭／鵺』（2017年: ストアハウス）
- 『盲人達』（2021年:KAAT神奈川芸術劇場）
- 『ハムレットマシーン2023』（2023年:ストアハウス）

## 著作
- 編著『錬肉工房・ハムレットマシーン全記録』（2003年: 論創社）
- 『大野一雄・舞踏と生命』（2012年: 思潮社）
- 『「現代能楽集」の挑戦　錬肉工房1971-2017』（2018年: 論創社）
- 共編著（四方田犬彦）『武智鉄二 伝統と前衛』（2012年: 作品社）